# 2+1
«2+1» (фр. Demain tout commence, досл.: «Всё начина́ется за́втра») — франко-британский семейный фильм режиссёра Юго Желена, ремейк мексиканской мелодрамы 2013 года «Инструкции не прилагаются». Премьера фильма в России состоялась 12 января 2017 года. Иногда «2+1» принимается как продолжение фильма «1+1» (2011), хотя, по факту, таковым не является и не имеет никакого отношения к фильму 2011 года.

## Сюжет
Действие начинается на побережье Франции. Главный герой Самуэль (Омар Си) наслаждается жизнью с двумя девушками у себя на борту, совмещая отдых с работой. Однажды его находит молодая женщина с ребенком на руках и говорит, что они провели вместе время год назад и это его 3-месячная дочь Глория. Самуэль отказывается это признавать. Взяв у него 20 евро на такси и попросив недолго подержать ребёнка, мать сбегает, не оставив никаких следов. В итоге Самуэль уезжает в Лондон на поиски матери младенца.
В метро он встречает продюсера, который зовёт его работать каскадёром. Не найдя мать девочки, Самуэль устраивается работать каскадёром и растит дочь. Фильм следит за жизнью Сэма и его дочери на протяжении нескольких лет, показывая их отношения, проблемы, которые они сталкиваются и как они решают их вместе. Друг Самуэля, по имени Бен, помогает ему ухаживать за дочерью и поддерживает его в трудные моменты. Бен является главным катализатором для изменений в жизни Самуэля.
В возрасте четырёх лет его дочь серьёзно заболевает, и лечение не помогает. В жизни Самуэля и Глории появляется её мать Кристин, которая хочет отобрать ребёнка у Самуэля и увезти её в США с её новым бойфрендом. Во время судебного процесса по опекунству, Самуэль обращается за помощью к адвокату по имени Делифин, которая помогает ему доказать, что он является настоящим отцом ребёнка и заслуживает опекунства над ней. Проиграв суд по опекунству, Кристин подаёт на экспертизу отцовства, которая признаёт, что Самуэль не её родной отец. Мать забирает Глорию в США, но та сбегает из такси к отцу и остаётся с ним. Они едут на историческую родину отца — во Францию, куда после прилетает её мать. Позже девочка всё же умирает. После трагической смерти их дочери Самуэль и Кристин находят утешение друг в друге и всё же сходятся.

## В ролях
- Омар Си — Самуэль
- Клеманс Поэзи — Кристин
- Антуан Бертран — Бэрни
- Эшли Уолтерс — Лоуэлл
- Глория Колстон — Глория
- Клементин Селарье — Саманта
- Анна Коттис — Мисс Апплетон
- Ральф фон Блюменталь — Том
- Бен Хоумвуд — Помощник директора

## Саундтрек
| №   | Название                                  | Автор(ы)     | Длительность |
| --- | ----------------------------------------- | ------------ | ------------ |
| 1.  | «People Get Up and Drive Your Funky Soul» | James Brown  | 9:05         |
| 2.  | «Barbra Streisand»                        | Duck Sauce   | 3:14         |
| 3.  | «Early Morning»                           | Rob Simonsen | 0:46         |
| 4.  | «Truth»                                   | Alexander    | 4:20         |
| 5.  | «Zig Zaggin’»                             | The Capitols | 2:24         |
| 6.  | «Mom's Emails»                            | Rob Simonsen | 1:28         |
| 7.  | «Sad News»                                | Rob Simonsen | 1:24         |
| 8.  | Без названия                              | Rob Simonsen |              |
| 9.  | «Eight Years Without Her»                 | Rob Simonsen | 1:07         |
| 10. | Без названия                              | Rob Simonsen |              |
| 11. | «A demain mon amour»                      | Rob Simonsen | 0:56         |
| 12. | «So Lonely»                               | Rob Simonsen | 0:47         |
| 13. | «I Go with Mom»                           | Rob Simonsen | 3:20         |
| 14. | «Everybody»                               | Arthur Lee   | 3:32         |
| 15. | «Let's Stay Together»                     | Rob Simonsen | 1:44         |
| 16. | «Escape»                                  | Rob Simonsen | 1:08         |
| 17. | «Demain tout commence»                    | Rob Simonsen | 4:00         |
| 18. | «Gloria's Theme»                          | Rob Simonsen | 2:07         |

## Создание фильма
Для режиссера Хьюго Желена это вторая полнометражная работа, и первая, которая вышла в российский прокат.
Основные съёмки начались 21 сентября 2015 года на юге Франции перед переездом в Лондон. Съёмки должны были завершиться 10 декабря 2015 года.
Трейлер появился в сети 17 октября 2016 года.

## Критика
На сайте-агрегаторе рецензий Rotten Tomatoes кинофильм получил 43 % на основе 14 отзывов.